# Räpina poldri
Räpina poldri este o arie protejată (arie de protecție specială avifaunistică — SPA) din Estonia întinsă pe o suprafață de 1.502,4 ha, integral pe uscat.

## Localizare
Centrul sitului Räpina poldri este situat la coordonatele 58°08′13″N 27°30′03″E / 58.1369°N 27.5009°E.

## Înființare
Situl Räpina poldri a fost declarat arie de protecție specială avifaunistică în aprilie 2004 pentru a proteja 16 specii de animale.

## Biodiversitate
Situată în ecoregiunea boreală, aria protejată nu include niciun habitat protejat.
La baza desemnării sitului se află mai multe specii protejate de  păsări (16): rață lingurar (Anas clypeata), rață mare (Anas platyrhynchos), rață cârâitoare (Anas querquedula), gârliță mare (Anser albifrons), gâscă de semănătură (Anser fabalis), rață-cu-cap-castaniu (Aythya ferina), rața moțată (Aythya fuligula), chirighiță neagră (Chlidonias niger), lișiță (Fulica atra), pescăruș mic (Larus minutus), pescăruș râzător (Larus ridibundus), sitar de mâl (Limosa limosa), corcodel mare (Podiceps cristatus), cresteț cenușiu (Porzana parva), cresteț pestriț (Porzana porzana), nagâț (Vanellus vanellus).